# Życie w Hollyoaks
Życie w Hollyoaks (ang. Hollyoaks) – brytyjska opera mydlana. Pierwszy odcinek został wyemitowany 23 października 1995 na Kanale 4 brytyjskiej telewizji. W Polsce kilkaset odcinków serialu wyemitowała stacja BBC Entertainment. W 2008 roku w programie wystąpił Basshunter z utworem „Now You’re Gone”.

## Opis fabuły
Serial opowiada o problemach zwyczajnych ludzi mieszkających na przedmieściach Liverpoolu. Porusza problemy dorastania, aborcji, alkoholizmu, narkotyków, epilepsji, heteroseksualizmu, homoseksualizmu i anoreksji. 
Serial był nominowany i zdobył wiele nagród brytyjskiej telewizji.
Od początku emisji budził wiele kontrowersji.